# Dimitrij Koldun
Dimitrij Koldun (belorusko Дзмітры Калдун), beloruski pevec, * 11. junij 1985, Minsk, Belorusija.
Koldun je leta 2004 tekmoval v beloruski oddaji glasbenih talentov Narodnii artist 2, vendar ni dosegel finala. Leta 2006 je znova tekmoval na televizijski glasbeni oddaji, tokrat v ruskem šovu Star Factory ter zmagal, s čimer je njegova priljubljenost močno narasla. Na nacionalnem tekmovanju za Evrovizijo je bil izbran za beloruskega predstavnika na Evroviziji 2007 v Helsinkih, kjer je najprej s pesmijo »Work your magic« nastopil na polfinalnem večeru ter se uvrstil v finale, kjer je zasedel 6. mesto.